# Euroleague Basketball 2015-2016 - Top 16
La Top 16 dell'Eurolega 2015-2016 si è svolta dal 29 dicembre 2015 all'8 aprile 2016.

## Regolamento
Le prime quattro classificate di ogni girone si qualificano per i Play-off.

Nel caso che due o più squadre concludessero il girone a parità di punti in classifica, si terrà conto dei seguenti fattori:
1. Vittorie-sconfitte negli scontri diretti.
2. Differenza punti negli scontri diretti.
3. Differenza punti complessiva nella Top 16.
4. Punti segnati nella Top 16.
5. Somma dei quozienti tra punti segnati e punti subiti in ogni incontro della Top 16.

| Qualificata ai Play-off |
| Eliminata               |

## Gruppo E
|    | Squadra                       | G | V | P | PF  | PS  | DP  | Tie |
| -- | ----------------------------- | - | - | - | --- | --- | --- | --- |
| 1. | Fenerbahçe Istanbul           | 5 | 5 | 0 | 447 | 392 | +55 |     |
| 2. | Anadolu Efes Istanbul         | 5 | 3 | 2 | 411 | 392 | +19 |     |
| 3. | Stella Rossa Telekom Belgrado | 5 | 3 | 2 | 390 | 375 | +15 |     |
| 4. | Lokomotiv Kuban Krasnodar     | 5 | 3 | 2 | 388 | 384 | +4  |     |
| 5. | Unicaja Malaga                | 5 | 2 | 3 | 374 | 369 | +5  |     |
| 6. | Panathinaikos Atene           | 5 | 2 | 3 | 355 | 377 | -22 |     |
| 7. | Cedevita Zagabria             | 5 | 2 | 3 | 378 | 417 | -39 |     |
| 8. | Darüşşafaka Doğuş Istanbul    | 5 | 0 | 5 | 384 | 421 | -37 |     |

## Gruppo F
|    | Squadra               | G | V | P | PF  | PS  | DP  | Tie |
| -- | --------------------- | - | - | - | --- | --- | --- | --- |
| 1. | BK Chimki             | 5 | 4 | 1 | 426 | 385 | +41 |     |
| 2. | CSKA Mosca            | 5 | 3 | 2 | 439 | 405 | +34 |     |
| 3. | Laboral Kutxa Vitoria | 5 | 3 | 2 | 165 | 150 | +20 |     |
| 4. | Real Madrid           | 5 | 3 | 2 | 425 | 419 | +6  |     |
| 5. | Brose Baskets Bamberg | 5 | 2 | 3 | 383 | 386 | -3  |     |
| 6. | Barcellona Lassa      | 5 | 2 | 3 | 396 | 404 | -4  |     |
| 7. | Olympiacos Pireo      | 5 | 2 | 3 | 355 | 374 | -19 |     |
| 8. | Žalgiris Kaunas       | 5 | 1 | 4 | 372 | 443 | -71 |     |